# Feria del Cacao
La Feria del Cacao (oficialmente: Feria Gastronómica Artesanal del Cacao) es una feria gastronómica realizada en el municipio de Zacatelco. Originalmente era celebrada a finales de octubre, sin embargo la edición de 2017 fue llevada a cabo a principios de diciembre. Tiene como finalidad la divulgación de la gastronomía zacatelquense, así como de la región sur de Tlaxcala.

## Historia
La primera edición de la feria del cacao fue hecha en 2014 bajo el gobierno del presidente municipal Francisco Román Sánchez como resultado de la declaratoria de la bebida de cacao como Patrimonio Cultural Inmaterial de Zacatelco, la primera feria fue inaugurada por Adriana Dávila Fernández, senadora del Congreso del estado de Tlaxcala.
La feria es organizada por el Gobierno Municipal, la Dirección de Turismo de Zcatelco y la Asociación de Productoras de Cacao, además de exponer la bebida de cacao, también incluye la muestra gastronómica de la ciudad y de los municipios del sur de Tlaxcala. El objetivo de la feria es incrementar el turismo en la región.
Desde la creación del evento, se había celebrado a finales del mes de octubre, en un trascurso de tres días, justamente dos meses después desde su catalogación como Patrimonio Cultural Inmaterial, no obstante, la edición de 2017 fue desarrollada por primera vez a principios de diciembre, con una duración de dos días.

## Eventos
Entre los eventos organizados por el Gobierno municipal y la Asociación de Productoras del Cacao, se encuentra la expo-venta de la bebida de cacao, así como de alimentos propios de la región como el pan con helado y la venta de artesanías tales como la elaboración de alebrijes de cartón.
Asimismo, se llevan a cabo presentaciones folclóricas como la Danza de Chivarrudos, danzón, ballet de danza contemporánea, conciertos de grupos musicales y vuelos anclados en globos aerostáticos.